# Церковь Святого Григориса (Нюгди)
Церковь Святого Григориса (арм. Նյուգդիի Սուրբ Գրիգորիս եկեղեցի) — армянская церковь, возведённая в память о событиях IV века, в селе Нюгди Дербентского района Дагестана, в 37 км от Дербента.

## История
Перевод армянской надписи над одним из входов в часовню Св. Григориса гласит: 

«Храм построен на месте мученичества Св. Григориса, внука отца нашего Григория Просветителя на средства родных братьев Ванецянц, Григора и Лазаря Петросовичей, в год Господень 1916».
Нынешнее здание церкви Св. Григориса в Нюгди заменило собой часовню, стоявшую на этом месте до начала XX века.
В часовне Св. Григориса в селе Нюгди (Молла-Халил) имелся камень с надписью на армянском языке, который найден уже в наше время, надпись на камне переведена, и он находится в часовне. Надпись гласит: 

«Я, госпожа Елизавета Кочкачянц, реставрировала церковь в память о себе и своей семье. Господи, помни нас, когда закончатся слова, и будет царствовать дело. 1879 г.».
Самое ранее известное на сегодняшний день упоминание часовни святого Григориса в Нюгди в письменных источниках относится к 1850 году, когда её посетил архиепископ Саргис Джалалянц (1819—1879), о ней он написал во второй части «Путешествия по Великой Армении»: 

«построена маленькая часовня, внутри которой — квадратная могила…»

В 1857 году часовню посетил известный в своё время публицист, исследователь истории и быта народов Дагестана Ростом-бек Ерзинкян. Ерзинкян писал: 

«…построенная из кирпича часовня в Агванке, на берегу ручья Гурган, на краю холмистой равнины. Длина часовни −18 футов, ширина — 10, а высота — 20. В южной стене этой маленькой часовни открыто два окна, строение сводчатое, в интерьере — маленькие кирпичные арки, а в верхней части восточной стены висят старые изображения Распятия, Страстей Христовых и Богоматери без надписей. В центре святой часовни есть маленький купол, высота которого 5 с половиной пядей, ширина — 3, а длина — 4. Имеет 3 очень маленьких окна и дверь на восточной стороне, поэтому в честь святых мощей, блаженных реликвий и счастливого мученика курят фимиам, купол имеет остроконечный шатер, который увенчан железным крестом»

Часовня, а в 1916 году — церковь были возведены в память внука Святого Григория Просветителя и сына Святого Вртанеса — Григориса, причисленного к лику святых. Святой Григорис в начале IV века распространял христианство в Грузии и Албании, что в итоге привело его к мученической гибели.
Как сообщают раннесредневековые историки, по приказу царя языческого племени маскутов Санесана из Прикаспия Григориса привязали к лошади и волокли по прибрежным камням, пока он не умер. Его ученики перевезли тело святого в монастырь Амарас и похоронили его там. Поскольку, во избежание надругательства со стороны язычников, место захоронения не было отмечено, оно, со временем, забылось. Мощи Святого Григориса были обретены позже в 489 году царём Вачаганом III Благочестивым.
В советский период церковь была признана памятником истории, однако внутри церкви многие десятилетия государственного атеизма царило запустение. Стены церкви Св. Григориса в Нюгди сохранились, а внутреннее убранство нет. Но, несмотря на это, жители села не разрушали древний храм, а наоборот почитали находящийся в их местности памятник религии и архитектуры. 

Длина церкви 17 м, ширина 12 м, высота с куполом около 18 м. На каждой стене сделаны углубления в виде прямых треугольных призм, которые вверху завершаются пятью расходящимися линиями.
С четырёх сторон в стенах под крышей имеются сквозные отверстия в форме креста.

Ведутся восстановительные работы, которые долгие годы возглавлял председатель армянской общины Дербента и Дагестанского регионального отделения Союза армян России Виктор Данилян (1951—2019) при поддержке группы энтузиастов. Возродилась традиция паломничества к церкви, когда армянские семьи Дагестана, юга России и из других мест приезжают поклониться Святому Григорису в предпоследнее воскресенье августа. 

К августу 2011 года храм значительно преобразился. Внутри полностью закончена отделка стен, устроен каменный пол и алтарное возвышение, изготовлен купольный крест, местный художник — Мелик-Мамед Агабалаев, консультируясь с духовным наставником армян Дагестана Тер Саргисом (Погосян), написал в армянском религиозном стиле четыре храмовые иконы (Спасителя, Богородицы, Св. Григория Просветителя и св. Георгия Победоносца).

20 августа 2011 года Главой епархии Юга России Армянской Апостольской церкви, епископом Мовсесом Мовсесяном проведён обряд помазания восстановленного купольного креста и икон. В 2014 году купольный крест был установлен на своё место.
В 2016 году, 21 августа в Нюгди торжественно отметили 100-летие церкви святого Григориса, состоялись молебен, обряд крещения новых прихожан и праздничная трапеза, на празднике присутствовали дагестанские армяне, гости из Еревана, Пятигорска, Кисловодска, представители православной, мусульманской и иудейской общин Дагестана, органов республиканской власти.